# Tren metropolitano de Córdoba
El Tren metropolitano de Córdoba o Ferrourbano de Córdoba es un conjunto de líneas de trenes metropolitanos dentro de la ciudad de Córdoba y el área limítrofe para facilitar el congestionado tráfico cordobés y agrandar el Sistema Masivo de Transporte Público de la Ciudad de Córdoba. Este funciona en el Ramal A1 del Ferrocarril Belgrano en conjunto con el Tren de las Sierras.
El día 18 de junio de 2009 se inauguró el trayecto experimental del Ferrourbano, uniendo las estaciones Alta Córdoba y Rodríguez del Busto, con un recorrido de 6,3 kilómetros. El servicio fue suspendido de forma indefinida en 2012 debido a sucesivos incidentes en su recorrido.
En diciembre de 2021 el Ferrourbano volvió a funcionar, con viajes diarios desde las estaciones Mitre y Alta Córdoba con destino a La Calera.

## Historia
Hace más de 30 años, la Municipalidad de Córdoba presentó ante la Nación un proyecto para crear líneas de ferrocarriles de pasajeros, con el fin de unir varias localidades del Gran Córdoba y facilitar el traslado de sus habitantes. Este megaproyecto, calificado así por su impacto socioeconómico que tendría el sector, se hizo fuerte a principios de la década del '70; pero con el paso de los años el proyecto no se realizó, y menos aún con la masiva desaparición de los ferrocarriles allá por el año 1992.

### Primera etapa (2009-2012)
A finales del 2007, el nuevo intendente de la ciudad Daniel Giacomino, junto al Secretario de Transporte de la Nación, Ricardo Jaime (de origen cordobés), le dieron un nuevo impulso al proyecto del Ferrourbano.
El proyecto incluía la apertura de varios pasos a nivel, la construcción de dos viaductos en las calles Jujuy y General Paz a la altura de Alta Córdoba y una obra de prolongación de la avenida Patria y unión con Cura Brochero a través de los predios de la ex Forja, en barrio General Bustos. Durante esta etapa se avanzó en la apertura de la traza de Patria entre Bulnes y avenida del Trabajo. Se ejecutaron demoliciones de calles internas, veredas, galpones e infraestructura ferroviaria. También comenzaron las obras de apertura de dos pasos a nivel que unirán las calles Abad e Illiana y Carlos III y Ciriaco Ortiz entre Bulnes y Las Malvinas. Todos los pasos a nivel serían reacondicionados con barreras automáticas y laberintos peatonales.
La primera etapa del Ferrourbano de Córdoba, quedó oficialmente inaugurado el jueves 18 de junio de 2009, con la participación de la presidenta de la Nación Cristina Fernández de Kirchner a través de una videoconferencia desde Salta. En esta etapa experimental el ferrourbano unió las estaciones de Alta Córdoba y Rodríguez del Busto con cinco horarios diarios.

### Suspensión del servicio (2012)
El viernes 19 de junio de 2009, durante el segundo día de servicio del Ferrourbano, se sucedió el primer hecho delictivo. Delincuentes colocaron un lavarropas en las vías cuando el tren se trasladaba desde Alta Córdoba a Rodríguez del Busto. Cuando el tren detuvo su marcha, unos desconocidos abordaran la formación, agredieron al maquinista y luego apedrearon el tren. En otras ocasiones el tren ha recibido frecuentes agresiones con piedras por parte de los habitantes de la villa. Todo se agravó cuando una niña de la zona fue herida gravemente por el tren, lo que provocó la suspensión del servicio.
Tras dos meses de funcionamiento, el Ferrourbano fue suspendido dado los sucesivos incidentes con los habitantes de las villas por donde pasa el tren. Sin embargo, poco después se anunció que el servicio se restablecería a partir del 7 de septiembre con sólo dos viajes diarios. Se estableció como condición la colocación de nuevos alambrados en las zonas conflictivas.
Desde la propia empresa, informaron que debido a los problemas que interfieren en la normal circulación del servicio, se suspendió a partir del 29 de junio de 2012, sin fijar fecha de reanudación.

### Segunda etapa (desde 2021)
En 2019, como parte de la campaña electoral por la intendencia, Martín Llaryora presentó la propuesta de reactivar el "Ferrourbano Metropolitano", que circularía dentro de la ciudad de Córdoba. El 6 de diciembre de 2019 el Ferrourbano hizo el recorrido Alta Córdoba - Estación Córdoba Mitre como parte de las pruebas para reactivar el servicio.
El tren entró en funcionamiento de manera oficial en diciembre de 2021, conectando la ciudad de Córdoba con La Calera. Se dispusieron cinco servicios desde la estación Mitre y dos desde Alta Córdoba, mientras que en el sentido contrario se cuenta con cinco servicios.
Durante el mes de junio de 2022 se licitó la construcción de cinco nuevos apeaderos entre Córdoba Mitre y Hospital Neonatal, y Tristán Narvaja y Dumesnil.
Según una nota periodística, para comienzos de 2023 el tren metropolitano todavía no constituía una alternativa de transporte viable para los ciudadanos de Córdoba debido a motivos como su escasa conexión con otros medios de transporte, horarios que no coinciden con la actividad de la ciudad y la poca cantidad de paradas dentro del éjido urbano.

## Características
El servicio se presta con coches Emepa Alerce de fabricación nacional que pueden transportar 120 personas sentadas y la misma cantidad paradas.

## Trayectos
La principal idea del Ferrourbano cordobés es unir el Gran Córdoba con el centro de la ciudad, para facilitar más la llegada al centro. Es por eso que la segunda etapa unió las estaciones Rodríguez del Busto y Estación Mitre, con tres paradas intermedias (actualmente solo Hospital Neonatal).

### Trayectos actuales
- Desde Estación Mitre y Alta Córdoba: Hospital Neonatal, R. del Busto, La Tablada, Argüello, T. Narvaja, Dumesnil, La Calera.
- Desde La Calera: Dumesnil, T. Narvaja, Argüello, La Tablada, R. del Busto, H. Neonatal, Mitre/Alta Córdoba

### Proyecto original
El proyecto original contemplaba extender el servicio a los siguientes recorridos:

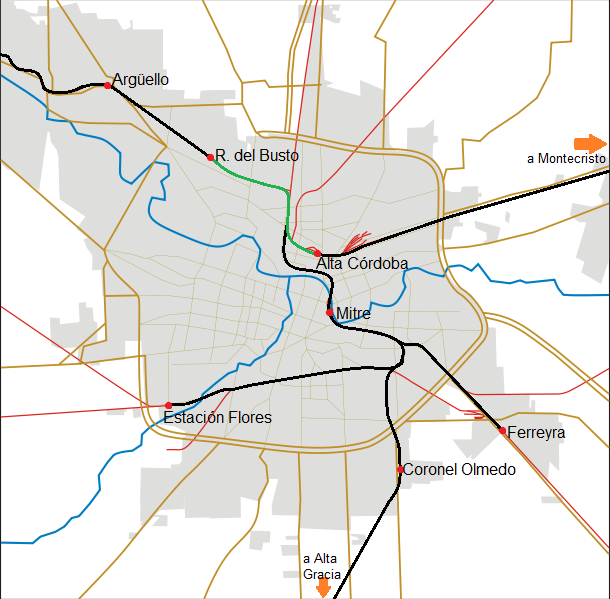
Proyecto del Ferrourbano. En verde la etapa ya inaugurada y en negro los trayectos proyectados.

- Estación Mitre-Estación Flores: la estación Mitre se conectaría con este sector ubicado al suroeste de Córdoba, a través de la reconstrucción de un kilómetro de vías. Cubriría 11 km. y llegaría a la altura de Ciudad Universitaria. Se encontraba en estudio por la poca llegada de transporte púbico a Estación Flores y con el fin de agilizar el tránsito sobre Avenida Cruz Roja. El problema mayor que se debe sortear, es que la unión entre los ramales Mitre - Ferreyra y Ferreyra - Malagüeño (que se encuentran activos y que pasan separados por una distancia de 2 km.) es hoy en día una zanja de desagüe. Está unión existió, y al día de hoy quedan pocos rastros que evidencian esa existencia, pero también el abandono lo hizo desaparecer, al igual que la extensión que prosigue hacia Coronel Olmedo.
- Estación Alta Córdoba-Estación Montecristo: representaría la unión con Montecristo, localidad cercana y aislada con respecto a Córdoba Capital. Esta implica una gran obra vial y una importante refacción de las vías férreas. Las dos avenidas que corren paralelas actualmente tienen doble sentido de circulación, pero con el paso del Ferrourbano, éstas serían seriamente afectadas.
- Estación Rodríguez del Busto-Argüello-Saldan-La Calera: el Ferrourbano podría facilitar la llegada al Centro desde La Calera y Saldán, en el sector oeste de Córdoba.
- Estación Mitre-Ferreyra: esta probable unión por el Ferrourbano podría descongestionar la transitada Avenida Amadeo Sabattini y así llegar al Centro con más facilidad y rapidez. Este barrio del sur de Córdoba no está aislado por la falta de transporte, sino que incluso está congestionado por la gran llegada de transporte de pasajeros.Estación Flores transformada en una vivienda familiar.

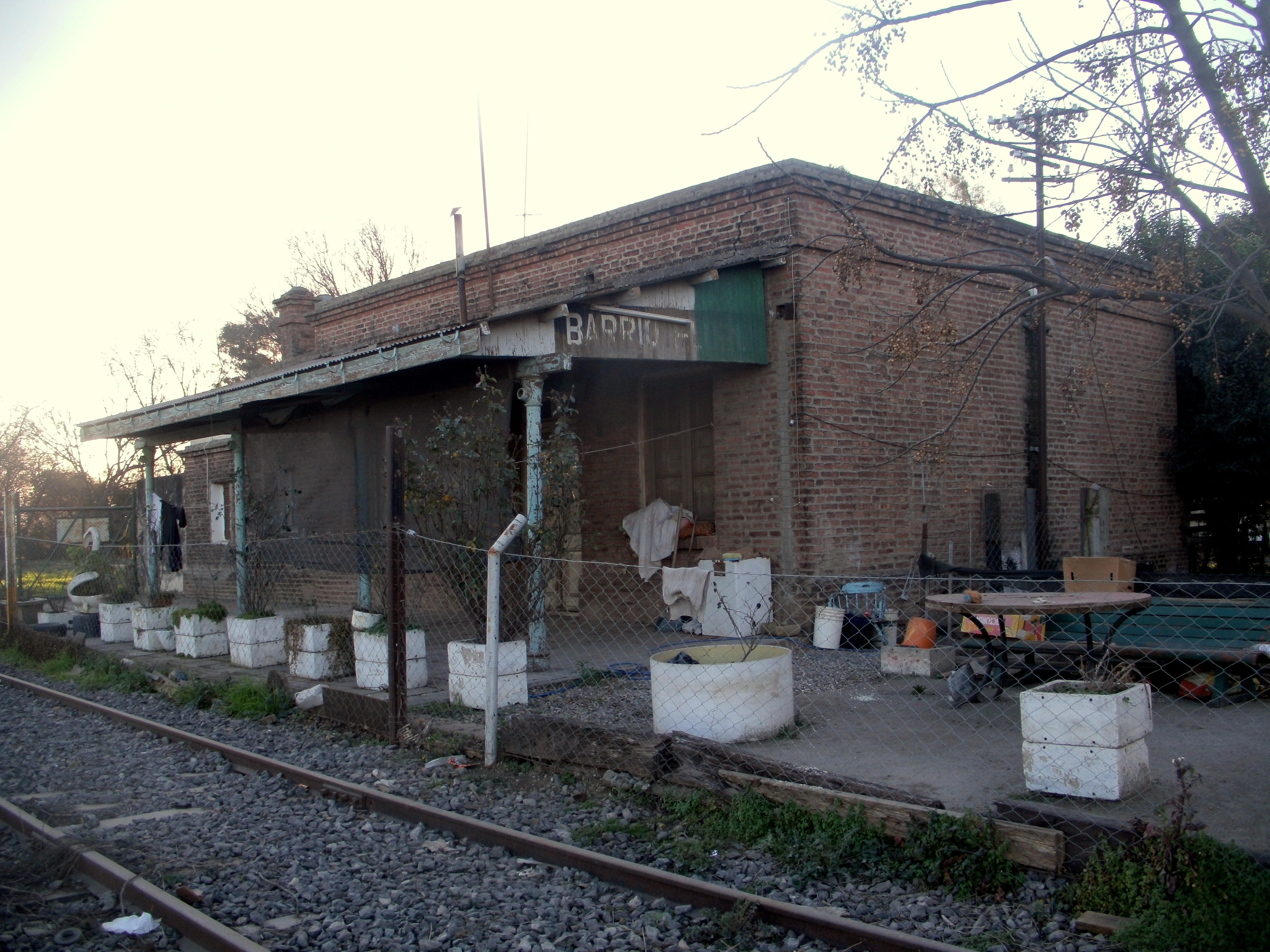
Estación Flores transformada en una vivienda familiar.

- Estación Mitre-Coronel Olmedo-Alta Gracia: esta conexión podría unir el Centro de Córdoba con la ciudad de Alta Gracia, a unos 36 kilómetros al sur de la capital. Antes pasaría por el barrio Coronel Olemedo y El Quebracho y también facilitaría el tráfico del sector. El principal problema de esta unión es que debido a tantos años de desuso, las vías han sido robadas y las que quedan están en pésimas condiciones, por lo que eleva el costo monetario del proyecto a sobremanera, como sucede con el tramo proyectado con Estación Flores.